# STS-119
STS-119 byla montážní mise amerického raketoplánu Discovery k Mezinárodní vesmírné stanici (let ISS 15A). Dopravila tam poslední (čtvrtý) solární panel ITS-S6.
Japonský astronaut Kóiči Wakata nahradil Sandru Magnusovou v rámci dlouhodobé Expedice 18. Během letu se uskutečnily tři výstupy do vesmíru (anglicky: Extra-Vehicular Activity, EVA), které byly zaměřené především na instalaci a aktivaci ITS-S6.

## Posádka
- Lee Archambault (2) – velitel[2]
- Dominic A. Antonelli (1) – pilot
- Joseph Acabá (1) – letový specialista 1
- Steven R. Swanson (2) – letový specialista 2
- Richard R. Arnold (1) – letový specialista 3
- John L. Phillips (3) – letový specialista 4

### Nový člen posádky ISS (Expedice 18)
- Kóiči Wakata (3) – letový specialista 5 (palubní inženýr na ISS)

### Vracející se člen posádky ISS (Expedice 18)
- Sandra Magnusová (2) – letový specialista 5 (palubní inženýr na ISS)

V závorkách je uvedený dosavadní počet letů do vesmíru včetně této mise.

## Cíle mise

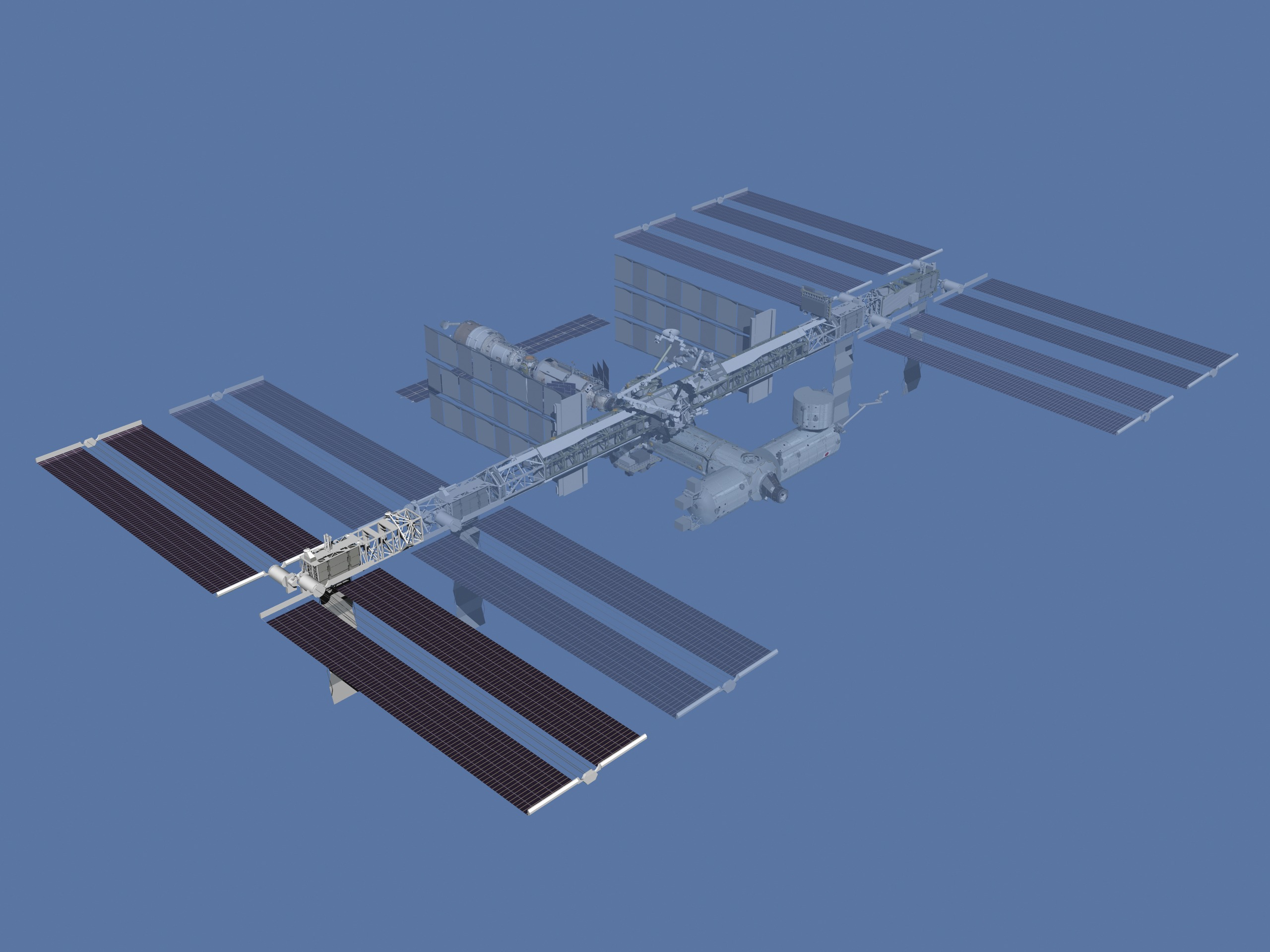
ISS po letu STS-119

Hlavním úkolem mise STS-119 bylo dopravit a zprovoznit na Mezinárodní vesmírné stanici poslední pár solárních panelů spolu s nosníkem S6, na kterém jsou panely namontovány. Tím byla stavba hlavního nosníku stanice dokončena. Kromě toho bylo pro misi naplánováno ještě několik dalších experimentů:
- sledování změn ionosféry, způsobených vlivem zážehů motorů raketoplánu (SIMPLEX – Shuttle Ionospheric Modification with Pulsed Local EXhaust)
- zkoumání turbulencí v ionosféře při zážehu manévrovacích motorků (SEITE – Shuttle Exhaust Ion Turbulence Experiments)[4]
- sledování zážehů motorů raketoplánu ze stanice na ostrově Maui v rámci programu MAUI (Maui Analysis of Upper Atmospheric Injections)[5]

Při návratu raketoplánu do atmosféry proběhl experiment Boundary Layer Transition Detailed Test Objective. Jedna z dlaždic systému tepelné ochrany TPS (Thermal Protection System) byla vysunuta o 6,4 mm nad okolní povrch. Celkem třináct teplotních čidel sledovalo průběh rozložení teplot při vstupu do atmosféry.
Japonský astronaut Wakata nahradil na stanici Sandru Magnusovou, která se vrátila na Zemi s posádkou STS-119. Wakata se stal členem Expedice 18 a po vystřídání základních posádek pokračoval v práci na stanici jako člen Expedice 19 a později i Expedice 20. Na Zemi se vrátil koncem července 2009 s astronauty při misi STS-127.

## Přípravy na start
Dne 7. ledna 2009 byl raketoplán přesunut z hangáru OPF-3 do montážní haly (VAB), kde byl připojen k externí palivové nádrži (ET) a pomocným raketovým stupňům (SRB). 14. ledna byla celá sestava převezena na startovací rampu LC-39A, a tak mohlo 22. ledna dojít k zkušebnímu odpočítávání TCDT (Terminal Coundown Demonstration Test). Datum startu bylo po opakovaném odložení určeno na 16. březen 2009, což byl poslední termín startovacího okna.

## Průběh letu

### Start a připojení k ISS

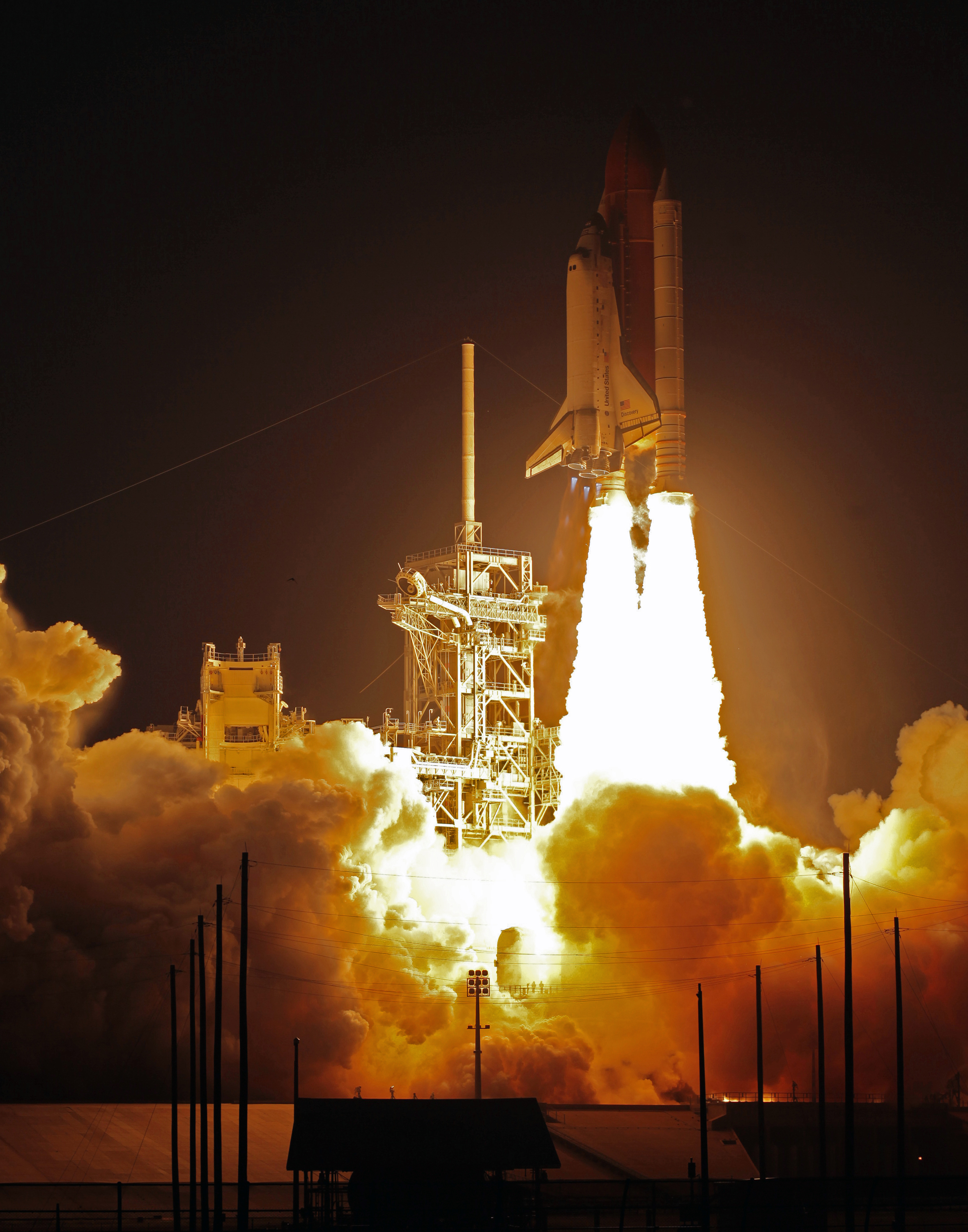
Start Discovery na misi STS-119

Dne 16. března 2009 v 00:43 SEČ (19:43 místního času) raketoplán úspěšně odstartoval z Kennedyho vesmírného střediska.
Po dosažení výchozí oběžné dráhy začal raketoplán Discovery stíhat Mezinárodní vesmírnou stanici. Astronauti otevřeli dveře nákladového prostoru raketoplánu, aby mohly začít fungovat radiátory klimatizačního systému, vysunuli anténu v pásmu Ku a zaktivovali robotickou paži RMS (Remote Manipulator System).
Druhý letový den posádka provedla kontrolu tepelného štítu OBSS (Orbiter Boom Sensor System). Při kontrole nebyly zjištěny žádné problémy. Tento den se astronauti věnovali kontrole skafandrů, které byly později použity při výstupu do vesmíru (EVA). Tyto skafandry si vezl Discovery s sebou. Po snímkování tepelného štítu posádkou ISS a následném manévru došlo ve 22:19 SEČ k připojení raketoplánu k ISS. O dvě hodiny později po kontrole hermetičnosti spojení byly otevřeny průlezy a obě posádky se přivítaly.
Třetí den mise byl ve znamení příprav na první EVA. Po bezpečnostním breafingu přenesli astronauti skafandry z raketoplánu do přetlakového modulu Quest. Následujícího dne vyzvedli John Phillips a Koiči Wakata pomocí staniční robotické paže nosník S6 se solárními panely z nákladového prostoru raketoplánu a předali jej paži raketoplánu. Ta jej poté držela do doby než se staniční paže přesunula po mobilním transportéru tak, aby dosáhla na konec nosníku S5. Poté nosník S6 opět převzala staniční paže.

### 18. - 19. března
Po čtvrté hodině ráno světového času zahájila odpočinek posádka ISS a o půlhodinu později i posádka Discovery. Obě posádky byly probuzeny shodně ve 13:43 SEČ. Potom staniční manipulátor SSRMS (Space Station Remote Manipulator System) zachytil a vybral z nákladového prostoru segment ITS-S6 a předal jej manipulátoru raketoplánu. Pak byl nosník „vrácen“ manipulátoru SSRMS, kde zůstal téměř do začátku prvního výstupu astronautů do kosmu. Zatím se jeho teplota vyrovnávala s teplotou stanice, aby po jeho připojení do sebe dobře zapadly všechny montážní otvory. Tuto složitou operaci předávání nosníku mezi manipulátory měli na starosti John Phillips a Kóiči Wakata, kteří ovládali SSRMS a Tony Antonelli a Joe Acabá v kokpitu raketoplánu.

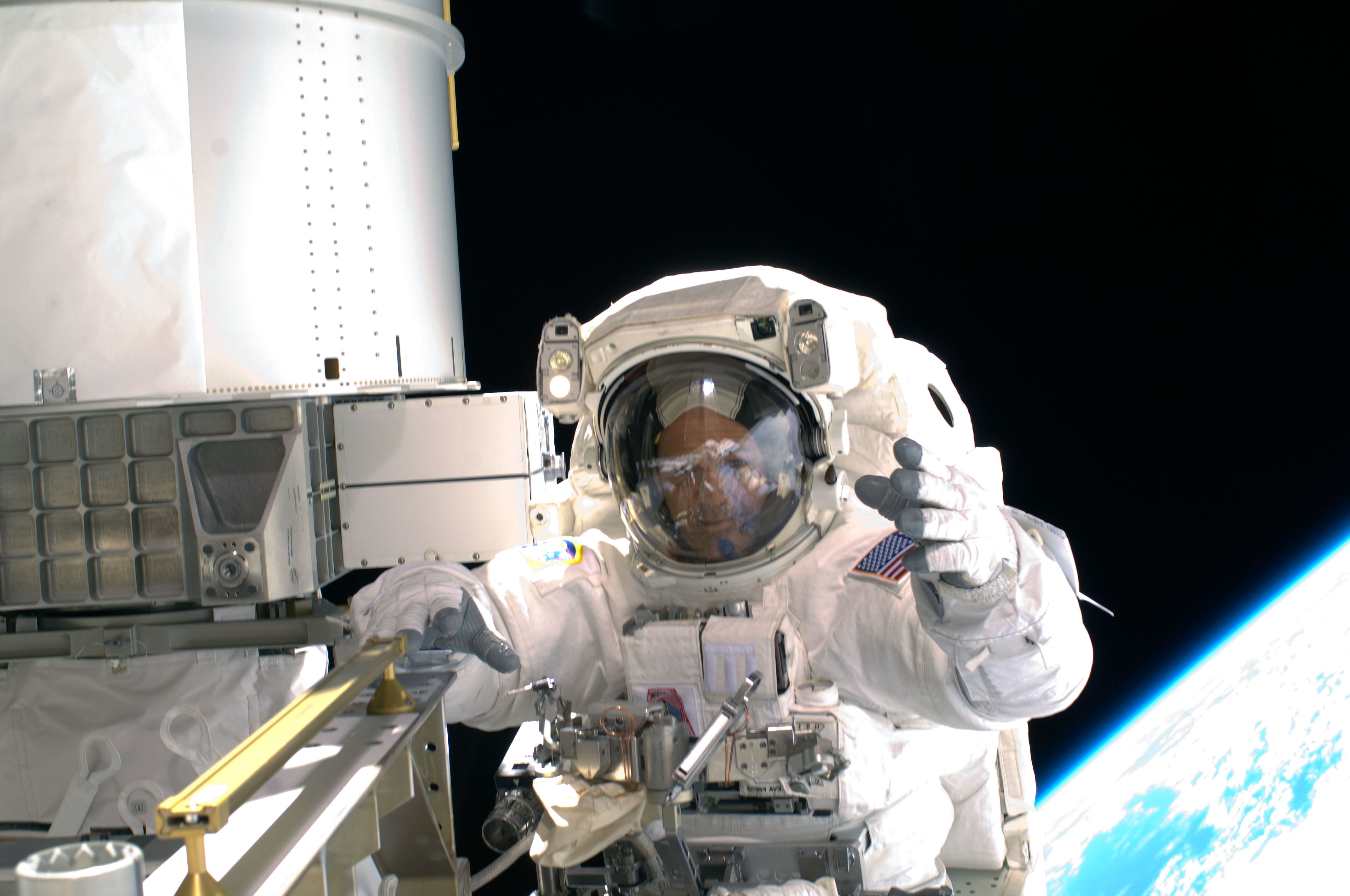
Astronaut Richard Arnold během výstupu EVA 1

#### EVA 1
Cílem prvního výstupu do kosmu (EVA 1) byla instalace nosníku ITS-S6. Výstup absolvovali astronauti Swanson a Arnold a oficiálně začal v 18:16 SEČ. Dvojice asistovala při připojování nosníku manipulátorem SSRMS až do chvíle vzájemného kontaktu dílů ITS-S6 na ITS-S5. Díly se poprvé dotkly v 19:22 SEČ a pevně spojily ve 20:14 SEČ. Dalším bodem programu bylo kabelem spojit nový ITS-S6 se zbytkem komplexu stanice. Po skončení astronauti vyklopili dva bloky BGA (Beta Gimbal Assemly), které obsahovaly složené solární panely, a připravili tak jejich vyklopení v následujících dnech. Odstranili také všechny nepotřebné mechanické úchyty a tepelné kryty a rozvinuli radiátor PVR. Výstup skončil v 00:23 SEČ, o 20 minut dříve oproti plánu.

### 20. - 21. března
Po skončení výstupu si obě posádky odpočinuly a po jejich probuzení pokračovalo přenášení nákladu mezi raketoplánem a stanicí. Na programu bylo také rozvinutí obou křídel solárních panelů nového nosníku ITS-S6, které bylo původně plánované až na 8. den letu. Tepelný štít raketoplánu si nevyžádal další inspekci, která měla v tento den proběhnout, vyklápění panelů se ale posunulo dva dny dopředu. Vysouvání panelů probíhalo ve dvou fázích: panely se nejdříve vysunuly do poloviny a potom celé.
Na rozdíl od mise STS-120, kde se při stejné operaci s panely na nosníku P6 jeden panel zasekl a poškodil, toto vyklápění proběhlo bez větších problémů. ISS tak získala dalších 20-30 kW stálého využitelného elektrického výkonu. Po zbytek dne se posádky věnovaly hlavně přípravám na druhý výstup do kosmu (EVA 2).

#### EVA 2

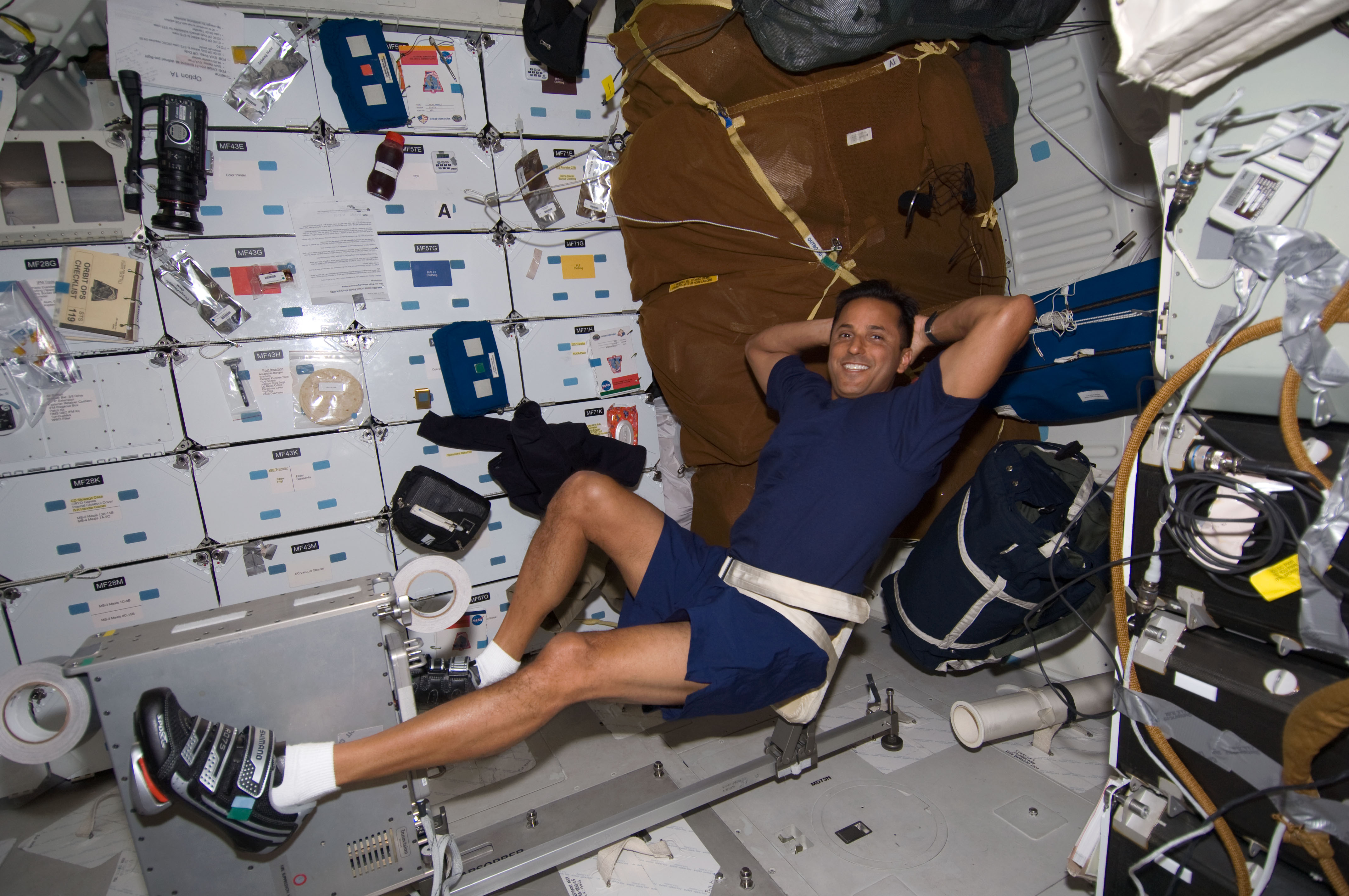
Joseph Acaba trénuje na ergometru raketoplánu

Druhý výstup z Mezinárodní vesmírné stanice v rámci mise STS-119 začal 21. března v 17:51 SEČ. Zahájila ho dvojice Swanson a Acaba. Do výstupu byly začleněné rovněž některé úkoly plánované pro 4. výstup, který se ale z důvodu opožděného startu a z toho vyplývajícího zkrácení letu nemohl uskutečnit. Dvojice astronautů nejdříve uvolnila ukotvení solárních panelů ITS-P6, aby mohly být během budoucí mise STS-127 vyměněné. Potom částečně vyklopili závěsnou konstrukci UCCAS (Unpressurized Cargo Carrier Attach System) na upevňování nákladu na ITS-P3. Nepodařilo se jim ji však zajistit západkou. Swanson namontoval GPS anténu na japonský modul Kibó, zatímco Acaba v rámci inspekce důkladně vyfotografoval povrch hlavních staničních radiátorů na S1 a P1. Potom se astronauti ještě pokusili o rekonfiguraci rozvodného panelu silových setrvačníků CMG (Control Moment Gyroscope) na konstrukci ITS-Z1, ale Swansonovi se nepodařilo odpojit jeden konektor. Na závěr výstupu se Swanson ještě vrátil k závěsné konstrukci UCCAS a zajistil ji alespoň provizorně pomocí několika lanek. Výstup skončil v 00:21 SEČ a trval 6 hodin 30 minut.

### 22. - 23. března
Dne 22. března probíhaly hlavní přípravy na třetí výstup do kosmu (EVA 3) a ve 22:28 SEČ také proběhla tisková konference.

#### EVA 3

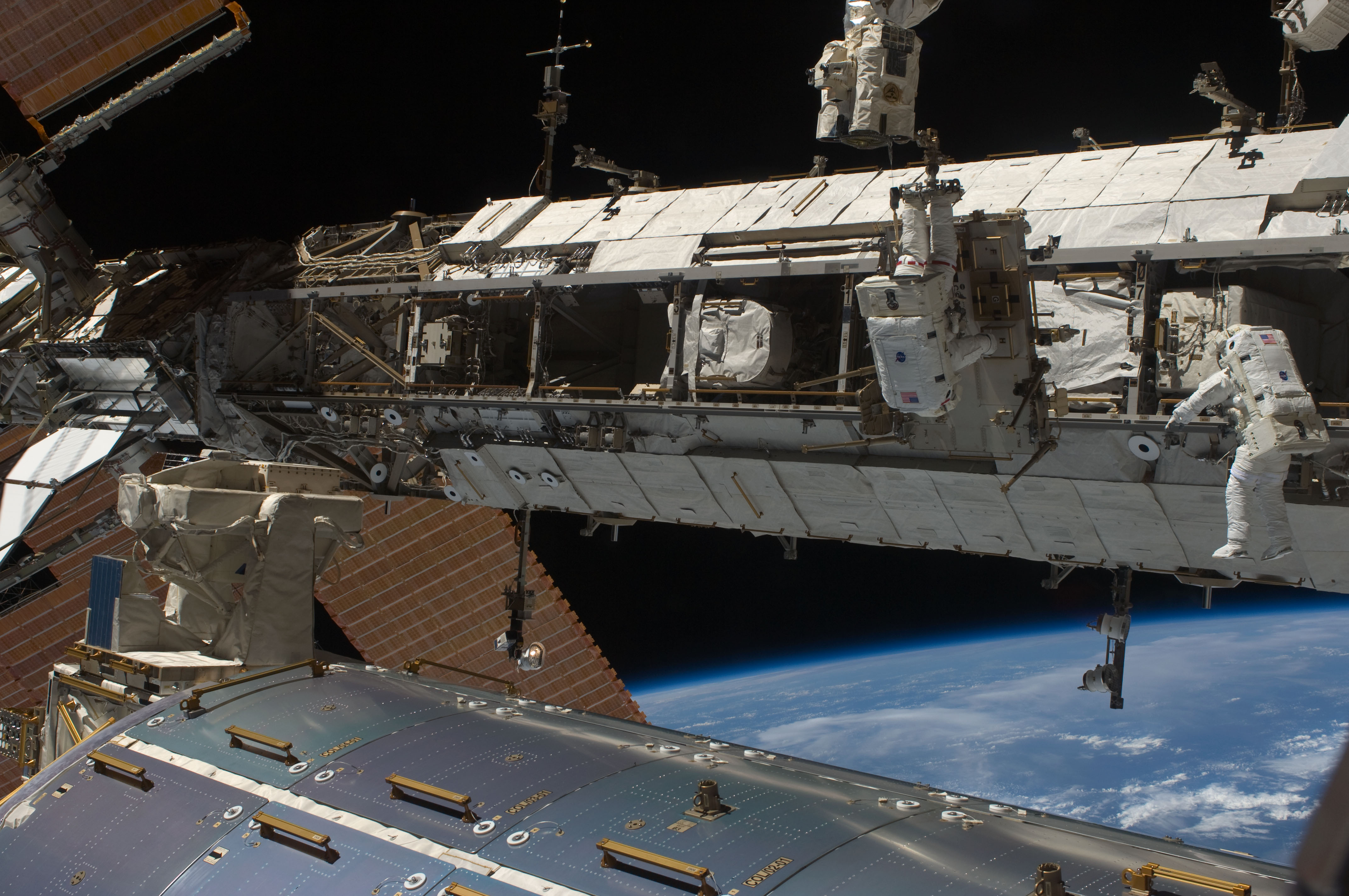
Arnold a Acaba během třetího výstupu do kosmu

Třetí výstup do otevřeného prostoru proběhl 23. března se začátkem v 16:37 SEČ. V průběhu výstupu přemístili Acaba a Arnold vozík CETA-2 (Crew and Equipment Transfer Aid) na příhradovou konstrukci ITS-S0 na pravobočnou stranu kolejové dráhy nosníku. Vozík stál totiž v cestě mobilnímu transportéru s robotickou rukou. Potom se astronauti pokusili o úplně vyklopení a zajištění konstrukce UCCAS, se kterou měli problémy během druhého výstupu. Ani tentokrát se jim to však nepodařilo a tak museli přistoupit k náhradnímu řešení - co nejvíc zafixovat konstrukci v aktuální poloze. Potom ještě uvolnili 2 aretační pojistky na rotačním spoji radiátorů na nosníku ITS-S1, Acaba namontoval na vozík CETA-2 kratší spojky, Arnold promazal úchopový mechanismus staničního manipulátoru. Výstup skončil ve 23:04 SEČ jen s částečným úspěchem. Další dvě plánované úlohy musely být z časových důvodů vyřazeny. Celkem trval třetí výstup do vesmíru 6 hodin 27 minut.

### 24. - 25. března
Dne 24. března se posádky věnovaly překládání nákladu mezi raketoplánem a stanicí, balení a přenosu skafandrů pro výstup do otevřeného vesmíru zpět na palubu raketoplánu, tiskové konferenci a společnému fotografování. V ranních hodinách se prostřednictvím satelitu konal rozhovor astronautů s americkým prezidentem Barackem Obamou.
Discovery se od Mezinárodní vesmírné stanice oddělila 25. března. Předcházelo mu slavnostní rozloučení posádek, uzavření průlezů a kontroly jejich hermetičnosti. Ve 20:36 SEČ dalo řídící středisko souhlas s odpojením a ve 20:53:44 SEČ se raketoplán od stanice oddělil. Následoval „tradiční“ inspekční oblet stanice a pak přechod raketoplánu na samostatnou dráhu.

### 26. - 27. březen

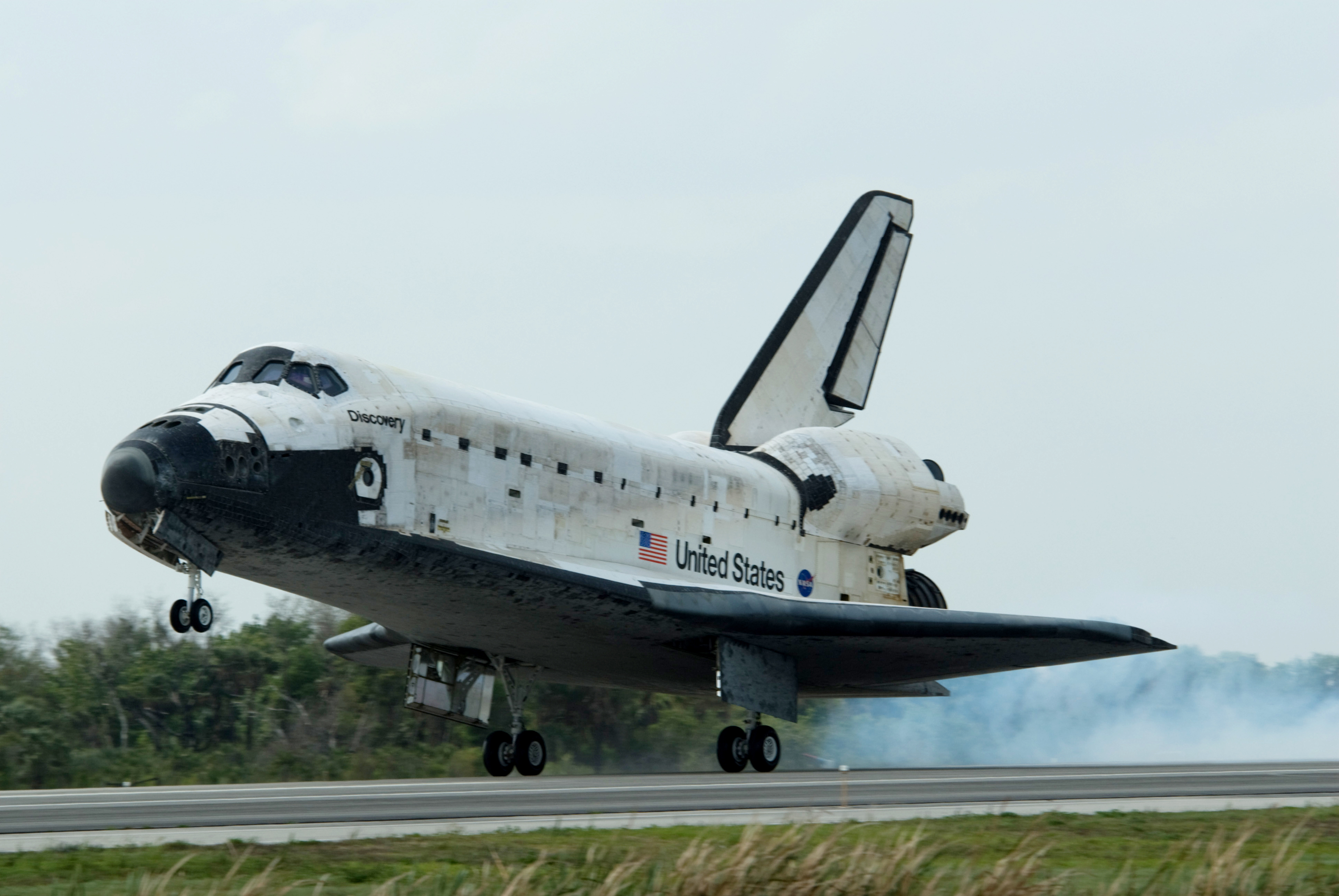
Discovery dosedl hlavním podvozkem na přistávací dráhu

Dne 26. března opět proběhla kontrola tepelné ochrany raketoplánu kamerami a senzory na nástavci OBSS. Dne 27. března probíhaly hlavní přípravy na přistání. Upravování vnitřních prostorů raketoplánu, prověrky řídicího systému, nácvik přistávacího manévru a další. Uskutečnila se také tisková konference.

### Přistání
Přistání raketoplánu na Kennedyho vesmírném středisku bylo naplánované na 28. března v 18:39 SEČ. Kvůli špatnému počasí však byl první pokus o přistání odvolaný a přesunutý o jeden oběh raketoplánu okolo Země. Po tomto oběhu se počasí mírně zlepšilo, proto dal letový ředitel souhlas s přistáním. V 19:08:14 SEČ Discovery zahájil brzdící manévr dvojice motorů OMS. Po 179-sekundovém manévru se rychlost stroje snížila o 102,4 m/s a Discovery začal klesat. Sestup atmosférou proběhl normálně. Ve 20:13:17 SEČ se přistávací dráhy dotkl hlavní podvozek Discovery, ve 20:13:40 dosedlo přední kolo a v čase 20:14:45 se raketoplán zastavil.